# Gregorio García-Arista
Gregorio García-Arista y Rivera (Tarazona, 1866-Zaragoza, 1946) fue un escritor español.

## Biografía
Nacido el 9 de mayo de 1866 en la localidad zaragozana de Tarazona, perteneció al Cuerpo de Archiveros. García-Arista, que se destacó como escritor regionalista, en opinión de Julio Cejador y Frauca habría sabido pintar bien las costumbres aragonesas y componer verdaderas coplas baturras. En 1928 el Ayuntamiento de Zaragoza le dedicó el nombre de una calle. Falleció en Zaragoza el 23 de enero de 1946.